# Purpurata obfuscalis
Purpurata obfuscalis is een vlinder uit de familie van de grasmotten (Crambidae). De wetenschappelijke naam van deze soort is voor het eerst voorgesteld als Pleuroptya obfuscalis door Hiroshi Yamanaka in een publicatie uit 1998.
Deze soort komt voor in India, Nepal en China (Hainan).